# Last Game
Last Game (яп. ラストゲーム Расуто Гэ:му, «Последняя битва») — сёдзё-манга Синобу Амано, публиковавшаяся в журнале LaLa с 2011 по 2016 год. История повествует о Наото Янаги и Микото Кудзё от их первой встречи в начальной школе до 2-го курса колледжа, где и проходит большая часть сюжета манги.

## Сюжет
Наото Янаги во всём был первым в своём классе, пока в один прекрасный день к ним не перевелась новая ученица — Микото Кудзё. С тех самых пор, как бы Янаги не старался, он не мог победить Кудзё ни в учёбе, ни в спорте. Так и не сумев опередить её в начальной школе, Янаги, отказываясь сдаваться, поступает в ту же среднюю школу, что и Кудзё, а затем и в старшую. Во время учёбы в средней школе Янаги собирался влюбить в себя Кудзё, чтобы потом бросить, что, по его мнению, означало бы грандиозную победу, но после поступления в старшую школу Янаги осознаёт, что влюбился в Кудзё. После этого при встрече с Кудзё говорит ей, что сейчас начнётся их последняя битва, в которой он победит, если заставить Кудзё осознать её собственные чувства.

## Персонажи
Наото Янаги (яп. 柳 尚人 Янаги Наото) — главный герой, сын богатой и влиятельной семьи. Из-за этого он привык всегда получать то, чего захочет, и быть первым в классе как в учёбе, так и в спорте. Он встречает Кудзё в начальной школе, когда та переводится к ним в класс, и начинает ненавидеть её за то, что она во всём превосходит его. Может быть высокомерным, называя себя «принцем» класса. Несмотря на то, что он ненавидит Микото, спустя время он начинает заботиться о ней и в конце концов влюбляется в неё. В колледже вместе с ней присоединяется к клубу астрономии.
Микото Кудзё (яп. 九条 美琴 Кудзё Микото) — главная героиня, родилась в бедной семье. Её отец умер, когда она была ещё ребёнком, после чего всё легло на плечи матери. Она очень любит свою маму и поэтому с самого детства мечтает стать взрослой, чтобы во всём помогать ей. Также ей очень нравится учиться. Микото очень спокойна и сдержанна, но ей трудно понимать собственные чувства. В колледже вместе с Наото присоединилась к клубу астрономии.
Кэй Сома (яп. 相馬 蛍 Со:ма Кэй) — студент учащийся в том же колледже. Завидует Наото и хочет стать более популярным, чем он, из-за чего даже решает вступить в клуб астрономии.
Сиори Фудзимото (яп. 藤本 詩織 Фудзимото Сиори) — лучшая подруга Микото. Очень весёлая и общительная, часто дразнит её. Именно Сиори пригласила Микото в клуб астрономии, после того как они познакомились на лекции.
Момока Татибана (яп. 橘 桃香 Татибана Момока) — студентка, учащаяся в том же колледже. Влюблена в Наото. В начальной школе была толстой, из-за чего над ней издевались, и в результате она решила полностью изменить свою внешность.

## Отзывы и популярность
В ежегодном гайде Kono Manga ga Sugoi 2013 года в опросе женской аудитории манга заняла 6-е место.